# 马尔凯萨纳新村
马尔凯萨纳新村是意大利威尼托大区罗维戈省的一个市镇。总面积18.2平方公里，人口1086人，人口密度59.7人/平方公里（2009年）。ISTAT代码为029051。